# Даваасухійн Отгонцецег
Даваасухійн Отгонцецег (монг. Даваасүхийн Отгонцэцэг; нар. 26 вересня 1990, аймак Дархан-Уул, Монголія) — монгольська борчиня вільного стилю, дворазова призерка чемпіонатів світу, чемпіонка та дворазова призерка чемпіонатів Азії, володарка та призерка Кубків світу, учасниця Олімпійських ігор.

## Життєпис
Боротьбою почала займатися з 2004 року. У 2007 році стала бронзовою призеркою чемпіонату Азії серед кадетів. Наступного року стала чемпіонкою Азії серед юніорів. У 2008 та 2009 роках на цих же змаганнях здобула бронзові нагороди.
Виступала за борцівський клуб Дархана. Тренер — Ценд Баярсайхан.

## Спортивні результати на міжнародних змаганнях

### Виступи на Олімпіадах
| Змагання                    | Збірна   | Вагова категорія          | Місце |
| --------------------------- | -------- | ------------------------- | ----- |
| Літні Олімпійські ігри 2012 | Монголія | жіноча боротьба, до 48 кг | 9     |

### Виступи на Чемпіонатах світу
| Змагання                        | Збірна   | Вагова категорія          | Місце  |
| ------------------------------- | -------- | ------------------------- | ------ |
| Чемпіонат світу з боротьби 2008 | Монголія | жіноча боротьба, до 51 кг | 17     |
| Чемпіонат світу з боротьби 2009 | Монголія | жіноча боротьба, до 51 кг | 14     |
| Чемпіонат світу з боротьби 2010 | Монголія | жіноча боротьба, до 51 кг | 18     |
| Чемпіонат світу з боротьби 2011 | Монголія | жіноча боротьба, до 51 кг | Срібло |
| Чемпіонат світу з боротьби 2012 | Монголія | жіноча боротьба, до 51 кг | 9      |
| Чемпіонат світу з боротьби 2015 | Монголія | жіноча боротьба, до 53 кг | 10     |
| Чемпіонат світу з боротьби 2016 | Монголія | жіноча боротьба, до 55 кг | Бронза |
| Чемпіонат світу з боротьби 2017 | Монголія | жіноча боротьба, до 53 кг | 13     |

### Виступи на Чемпіонатах Азії
| Змагання                       | Збірна   | Вагова категорія          | Місце  |
| ------------------------------ | -------- | ------------------------- | ------ |
| Чемпіонат Азії з боротьби 2009 | Монголія | жіноча боротьба, до 51 кг | Бронза |
| Чемпіонат Азії з боротьби 2010 | Монголія | жіноча боротьба, до 51 кг | 7      |
| Чемпіонат Азії з боротьби 2011 | Монголія | жіноча боротьба, до 51 кг | Срібло |
| Чемпіонат Азії з боротьби 2016 | Монголія | жіноча боротьба, до 55 кг | Золото |
| Чемпіонат Азії з боротьби 2017 | Монголія | жіноча боротьба, до 53 кг | 8      |

### Виступи на Кубках світу
| Змагання                    | Збірна   | Вагова категорія          | Місце  |
| --------------------------- | -------- | ------------------------- | ------ |
| Кубок світу з боротьби 2010 | Монголія | жіноча боротьба, до 51 кг | 6      |
| Кубок світу з боротьби 2011 | Монголія | жіноча боротьба, до 51 кг | Бронза |
| Кубок світу з боротьби 2012 | Монголія | жіноча боротьба, до 51 кг | Золото |

### Виступи на інших змаганнях
| Змагання                                                      | Збірна   | Вагова категорія          | Місце  |
| ------------------------------------------------------------- | -------- | ------------------------- | ------ |
| Гран-прі «Іван Яригін» 2009                                   | Монголія | жіноча боротьба, до 51 кг | Бронза |
| Золотий Гран-прі з боротьби 2009                              | Монголія | жіноча боротьба, до 51 кг | 7      |
| Золотий Гран-прі з боротьби 2011 (Красноярськ)                | Монголія | жіноча боротьба, до 51 кг | Золото |
| Гран-прі Туркуена з боротьби 2011                             | Монголія | жіноча боротьба, до 51 кг | 5      |
| Київський Міжнародний турнір з боротьби 2012                  | Монголія | жіноча боротьба, до 51 кг | Бронза |
| Олімпійський кваліфікаційний турнір з боротьби 2012 (Тайюань) | Монголія | жіноча боротьба, до 48 кг | Золото |
| Гран-прі «Іван Яригін» 2015                                   | Монголія | жіноча боротьба, до 53 кг | 9      |
| Гран-прі «Іван Яригін» 2015                                   | Монголія | жіноча боротьба, до 53 кг | Бронза |
| Відкритий кубок Монголії з боротьби 2015                      | Монголія | жіноча боротьба, до 53 кг | Золото |
| Гран-прі «Іван Яригін» 2016                                   | Монголія | жіноча боротьба, до 53 кг | 10     |
| Відкритий кубок Монголії з боротьби 2016                      | Монголія | жіноча боротьба, до 53 кг | Золото |
| Гран-прі «Іван Яригін» 2017                                   | Монголія | жіноча боротьба, до 53 кг | Срібло |

### Виступи на змаганнях молодших вікових груп
| Змагання                                      | Збірна   | Вагова категорія          | Місце  |
| --------------------------------------------- | -------- | ------------------------- | ------ |
| Чемпіонат Азії з боротьби серед кадетів 2006  | Монголія | жіноча боротьба, до 49 кг | 5      |
| Чемпіонат Азії з боротьби серед юніорів 2007  | Монголія | жіноча боротьба, до 51 кг | Бронза |
| Чемпіонат світу з боротьби серед юніорів 2007 | Монголія | жіноча боротьба, до 51 кг | 18     |
| Чемпіонат Азії з боротьби серед юніорів 2008  | Монголія | жіноча боротьба, до 51 кг | Золото |
| Чемпіонат світу з боротьби серед юніорів 2008 | Монголія | жіноча боротьба, до 51 кг | 16     |
| Чемпіонат світу з боротьби серед юніорів 2009 | Монголія | жіноча боротьба, до 51 кг | Бронза |
| Чемпіонат світу з боротьби серед юніорів 2010 | Монголія | жіноча боротьба, до 51 кг | Бронза |